# Alexgeorgea
Alexgeorgea  es un género con tres especies de plantas herbáceas perteneciente a la familia Restionaceae. Es originario de Australia.

## Especies deAlexgeorgea
- Alexgeorgea ganopoda L.A.S.Johnson & B.G.Briggs, Austral. Syst. Bot. 3: 752 (1990).
- Alexgeorgea nitens (Nees) L.A.S.Johnson & B.G.Briggs, Telopea 2: 781 (1986).
- Alexgeorgea subterranea Carlquist, Austral. J. Bot. 24: 283 (1976).